# Еліот Телчер
Еліот Телчер (англ. Eliot Teltscher; нар. 15 березня 1959) — колишній американський тенісист.
Найвищу одиночну позицію світового рейтингу — 6 місце досяг 7 червня 1982, парну — 38 місце — 26 серпня 1985 року.
Здобув 10 одиночних та 4 парні титули.
Перемагав на турнірах Великого шолома в змішаному парному розряді.
Завершив кар'єру 1988 року.

## Фінали турнірів Великого шолома

### Парний розряд
| Результат | Рік  | Турнір                               | Покриття | Партнер   | Суперники                    | Рахунок       |
| --------- | ---- | ------------------------------------ | -------- | --------- | ---------------------------- | ------------- |
| Поразка   | 1981 | Відкритий чемпіонат Франції з тенісу | Ґрунт    | Террі Мур | Гайнц Ґюнтгардт Балаж Тароці | 2–6, 6–7, 3–6 |

### Мікст
| Результат | Рік  | Турнір                               | Покриття | Партнер                      | Суперники                             | Рахунок  |
| --------- | ---- | ------------------------------------ | -------- | ---------------------------- | ------------------------------------- | -------- |
| Перемога  | 1983 | Відкритий чемпіонат Франції з тенісу | Ґрунт    | Барбара Джордан (тенісистка) | Леслі Аллен (тенісистка) Чарлз Строде | 6–2, 6–3 |

## Фінали Туру ATP

### Одиночний розряд 24 (10–14)
| Результат | W/L   | Дата     | Турнір                      | Покриття | Суперник                    | Рахунок                      |
| --------- | ----- | -------- | --------------------------- | -------- | --------------------------- | ---------------------------- |
| Поразка   | 0–1   | Сер 1978 | Атланта, США                | Тверде   | Стен Сміт                   | 6–4, 1–6, 1–2, ret.          |
| Перемога  | 1–1   | Лис 1978 | Гонконг                     | Тверде   | Пет Дюпре                   | 6–4, 6–3, 6–2                |
| Перемога  | 2–1   | Вер 1979 | Атланта, США                | Тверде   | Джон Александер             | 6–3, 4–6, 6–2                |
| Поразка   | 2–2   | Січ 1980 | Бірмінгем, США              | Килим    | Джиммі Коннорс              | 3–6, 2–6                     |
| Поразка   | 2–3   | Кві 1980 | Новий Орлеан, США           | Килим    | Войцех Фібак                | 4–6, 5–7                     |
| Перемога  | 3–3   | Сер 1980 | Атланта, США                | Тверде   | Террі Мур                   | 6–2, 6–2                     |
| Поразка   | 3–4   | Вер 1980 | Сан-Франциско, США          | Килим    | Джін Меєр                   | 2–6, 6–2, 1–6                |
| Перемога  | 4–4   | Жов 1980 | Мауї, США                   | Тверде   | Тім Вілкінсон               | 7–6, 6–3                     |
| Поразка   | 4–5   | Жов 1980 | Ґуанчжоу, КНР               | Килим    | Джиммі Коннорс              | 2–6, 4–6                     |
| Поразка   | 4–6   | Жов 1980 | Токіо, Японія               | Ґрунт    | Іван Лендл                  | 6–3, 4–6, 0–6                |
| Перемога  | 5–6   | Січ 1981 | Сан-Хуан, США               | Тверде   | Тім Галліксон               | 6–4, 6–2                     |
| Поразка   | 5–7   | Сер 1981 | Монреаль, Канада            | Тверде   | Іван Лендл                  | 3–6, 2–6                     |
| Перемога  | 6–7   | Вер 1981 | Сан-Франциско, США          | Килим    | Браян Тічер                 | 6–3, 7–6(7–4)                |
| Поразка   | 6–8   | Жов 1981 | Токіо, Японія               | Ґрунт    | Балаж Тароці                | 3–6, 6–1, 6–7(3–7)           |
| Поразка   | 6–9   | Тра 1982 | Рим, Італія                 | Ґрунт    | Андрес Гомес                | 2–6, 3–6, 2–6                |
| Поразка   | 6–10  | Жов 1982 | Melbourne Indoor, Австралія | Килим    | Вітас Ґерулайтіс            | 6–2, 2–6, 2–6                |
| Поразка   | 6–11  | Лют 1983 | Indian Wells Open, США      | Тверде   | Хосе Їгерас                 | 4–6, 2–6                     |
| Перемога  | 7–11  | Жов 1983 | Токіо, Японія               | Тверде   | Андрес Гомес                | 7–5, 3–6, 6–1                |
| Поразка   | 7–12  | Вер 1984 | Лос-Анджелес, США           | Тверде   | Джиммі Коннорс              | 4–6, 6–4, 4–6                |
| Перемога  | 8–12  | Жов 1984 | Брисбен, Австралія          | Тверде   | Франсіско Гонсалес          | 3–6, 6–3, 6–4                |
| Перемога  | 9–12  | Лис 1984 | Йоганнесбург, ПАР           | Тверде   | Вітас Ґерулайтіс            | 6–3, 6–1, 7–6                |
| Поразка   | 9–13  | Жов 1987 | Скоттсдейл, США             | Тверде   | Бред Гілберт                | 2–6, 2–6                     |
| Перемога  | 10–13 | Лис 1987 | Гонконг                     | Тверде   | Джон Фіцджеральд (тенісист) | 6–7(6–8), 3–6, 6–1, 6–2, 7–5 |
| Поразка   | 10–14 | Лют 1988 | Гуаружа, Бразилія           | Тверде   | Луїс Маттар                 | 3–6, 3–6                     |

### Парний розряд 13 (4–9)
| Результат | W/L | Дата     | Турнір                                      | Покриття   | Партнер            | Суперники                         | Рахунок       |
| --------- | --- | -------- | ------------------------------------------- | ---------- | ------------------ | --------------------------------- | ------------- |
| Поразка   | 0–1 | Сер 1978 | Колумбус, США                               | Ґрунт      | Марсельйо Лара     | Колін Діблі Боб Гілтінен          | 2–6, 3–6      |
| Перемога  | 1–1 | Кві 1979 | Талса, США                                  | Тверде (i) | Франсіско Гонсалес | Колін Діблі Том Галліксон         | 6–7, 7–5, 6–3 |
| Поразка   | 1–2 | Вер 1979 | Атланта, США                                | Тверде     | Стів Дочерті       | Реймонд Мур Іліє Настасе          | 4–6, 2–6      |
| Перемога  | 2–2 | Кві 1980 | Новий Орлеан, США                           | Килим      | Террі Мур          | Реймонд Мур Роберт Троголо        | 7–6, 6–1      |
| Поразка   | 2–3 | Тра 1980 | Рим, Італія                                 | Ґрунт      | Балаж Тароці       | Марк Едмондсон Кім Ворвік         | 6–7, 6–7      |
| Поразка   | 2–4 | Жов 1980 | Токіо, Японія                               | Ґрунт      | Террі Мур          | Росс Кейс Хайме Фійоль            | 3–6, 6–3, 4–6 |
| Поразка   | 2–5 | Лис 1980 | Вемблі, Англія                              | Килим      | Білл Скенлон       | Пітер Флемінг Джон Макінрой       | 5–7, 3–6      |
| Поразка   | 2–6 | Січ 1981 | Сан-Хуан (Пуерто-Рико)                      | Тверде     | Тім Галліксон      | Тім Майотт Кріс Мейотт            | 4–6, 6–7      |
| Поразка   | 2–7 | Лют 1981 | Indian Wells Open, США                      | Тверде     | Террі Мур          | Брюс Менсон Браян Тічер           | 6–7, 2–6      |
| Поразка   | 2–8 | Чер 1981 | Відкритий чемпіонат Франції з тенісу, Париж | Ґрунт      | Террі Мур          | Гайнц Ґюнтгардт Балаж Тароці      | 2–6, 6–7, 3–6 |
| Перемога  | 3–8 | Січ 1982 | Delray Beach WCT, США                       | Ґрунт      | Мел Перселл        | Томаш Шмід Балаж Тароці           | 6–4, 7–6      |
| Перемога  | 4–8 | Жов 1982 | Мауї, США                                   | Тверде     | Майк Кейгілл       | Франсіско Гонсалес Бернард Міттон | 6–4, 6–4      |
| Поразка   | 4–9 | Лис 1984 | Йоганнесбург, ПАР                           | Тверде     | Стів Мейстер       | Трейсі Делатт Франсіско Гонсалес  | 6–7, 1–6      |